# Riemannova funkce
Riemannova funkce je v matematice reálná funkce jedné reálné proměnné, definovaná na celé množině reálných čísel, v jejímž funkčním předpisu je znát záměr demonstrovat vlastnosti rozložení racionálních a iracionálních čísel v reálné množině.
Riemannovu funkci lze považovat za rozšíření Dirichletovy funkce.

## Definice a graf

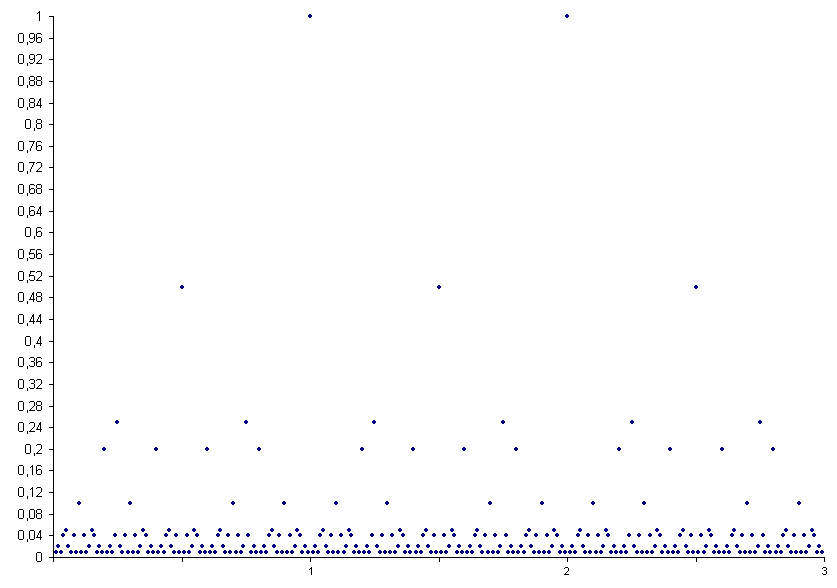
Náznak grafu Riemannovy funkce

Riemannova funkce se označuje {\displaystyle R(x)} a je definována následovně:
{\displaystyle R(x):={\begin{cases}0,&{\mbox{pokud}}\ x\ {\mbox{je iracionální číslo}}\\{\frac {\displaystyle 1}{\displaystyle q}},&{\mbox{pokud}}\ x={\frac {\displaystyle p}{\displaystyle q}},\ {\mbox{kde}}\ p,q\ {\mbox{jsou nesoudělná.}}\end{cases}}}
Graf Riemannovy funkce nelze žádným způsobem nakreslit, ani si ho představit. To, zejména v 19. století, vedlo mnohé matematiky k pochybám, zda Riemannova funkce je regulérní funkcí, či konstruktem, který nepatří do matematiky. Dnes již matematika zcela bez námitek uznává i funkce mnohem podivnější.

## Vlastnosti
Riemannova funkce má následující vlastnosti:
- Není spojitá v žádném racionálním bodě.
- Je spojitá v každém iracionálním bodě.
- Pro každé {\displaystyle a} platí {\displaystyle \lim _{x\rightarrow a}R(x)=0}.
- Není monotónní na žádném intervalu ani v žádném bodě.
- Nabývá ostrého lokálního maxima v každém racionálním bodě a neostrého globálního minima v každém iracionálním bodě.
- Lebesgueův integrál přes celý definiční obor je roven {\displaystyle 0}.
- Newtonův integrál neexistuje.